# Roberto Szaniecki
Roberto Szaniecki (Varsóvia, 30 de outubro de 1961 – Rio de Janeiro, 31 de outubro de 2023) foi um carnavalesco polaco-brasileiro. É também conhecido como "polonês", por ter nascido na Polônia. Foi duas vezes campeão do carnaval de São Paulo.

## História
Em 1977, quando morava na Ilha do Governador. começou, a frequentar o barracão da União da Ilha. Sua primeira tarefa foi colar espelhinhos em um carro alegórico, transformando a curiosidade em aprendizado. Em seguida foi auxiliar de Max Lopes, na Mangueira, participando do carnaval vitorioso de 1984. Depois, completamente integrado à equipe de Max, trabalhou na Vila Isabel, em 1986 e 1987, mas em 1988 voltou para a União da Ilha. Em 1989, trocou o carnaval do Rio pelo de Belo Horizonte. Na capital mineira, viu o então bloco Unidos de Santa Teresa crescer e se transformar em escola campeã.
Sua estreia como carnavalesco principal foi em 1993, na Unidos da Ponte, com o enredo "A Face do Disfarce". No ano seguinte, fez o carnaval do Salgueiro, que tinha sido campeã no ano anterior, mas saiu-se muito bem, ficando com o vice-campeonato. No ano seguinte, o carnavalesco viveu um dos seus carnavais mais emocionantes. pois a escola tinha perdido a quadra, mas mesmo assim conseguiu o quinto lugar. No ano seguinte foi para a Grande Rio, em seguida voltou para a União da Ilha e foi pra Gaviões da Fiel, pelo qual ganhou seu primeiro título, em 1999. Em 2001 foi para a Viradouro onde não conseguiu completar o carnaval, sendo substituído por uma comissão a dois meses do desfile. Nos anos de 2002 e 2003 assumiu a Estácio de Sá sendo a primeira vez que o carnavalesco trabalhou no grupo de acesso. Em 2004 teve mais uma passagem pela Gaviões, onde fez um desfile com pinta de título, que no final foi desastroso e derrubou a escola para o grupo de acesso.
De 2005 a 2008 voltou a ser carnavalesco da Grande Rio, sendo duas vezes vice-campeão. Em 2006 foi para a Império de Casa Verde, na qual pertenceu a comissão de carnaval, conquistando mais um título no carnaval Paulista. Em 2009, fez o carnaval da Mangueira. No mesmo ano voltou a fazer parte da Império de Casa Verde. Em 2010 foi para a Tom Maior e desenvolveu metade do carnaval da Inocentes. Em 2011 foi carnavalesco da Portela. Foi carnavalesco da Porto da Pedra, por onde ficou menos da metade do desfile, devido a divergências com a direção da escola. Em 2012 retornou como carnavalesco da Império de Casa Verde com um Enredo sobre a ótica que não obteve muito sucesso. Em 2013 voltou, pela terceira vez, como carnavalesco da Grande Rio, e após o carnaval, deixou a agremiação.
Foi especulado de que Szaniecki retornasse mais uma vez para Grande Rio, no entanto assumiu como carnavalesco da Nenê de Vila Matilde em 2016, assinando o enredo em homenagem à Cláudia Raia, sendo este seu último trabalho no carnaval.
Desde 2020, afastado do carnaval, Roberto enfrentou diversos problemas de saúde. Faleceu em 31 de outubro de 2023, um dia após completar 62 anos, após duas semanas internado por complicações do diabetes.

## Carnavais
Abaixo, a lista de desfiles assinados por Roberto Szaniecki.
| Ano  | Escola                | Colocação              | Divisão     | Enredo | Ref.          |
| ---- | --------------------- | ---------------------- | ----------- | --- | ------------- |
| 1993 | Unidos da Ponte       | 14.º lugar             | Especial RJ | A face do disfarce |               |
| 1994 | Salgueiro             | Vice-campeã            | Especial RJ | Rio de Lá para Cá | [ 13 ] [ 14 ] |
| 1995 | Salgueiro             | 5.º lugar              | Especial RJ | O Caso do por Acaso | [ 15 ] [ 16 ] |
| 1996 | Grande Rio            | 11.º lugar             | Especial RJ | Na era dos Felipes o Brasil era espanhol                                                                                          | [ 17 ]        |
| 1997 | União da Ilha         | 12.º lugar             | Especial RJ | Cidade Maravilhosa, o sonho de Pereira Passos                                                                                     | [ 18 ]        |
| 1998 | Gaviões da Fiel       | 5.º lugar              | Especial SP | Corinthians Meu Mundo É Você |               |
| 1999 | Gaviões da Fiel       | Campeã                 | Especial SP | O Príncipe Encoberto ou a Busca de Dom Sebastião na Ilha de São Luís do Maranhão                                                  |               |
| 2002 | Estácio               | 8.º lugar              | Grupo A     | Nos braços do povo, na passarela do samba... Cinqüenta anos de O Dia                                                              | [ 19 ]        |
| 2003 | Estácio               | 5.º lugar              | Grupo A     | Um banho da natureza - Cachoeiras de Macacu                                                                                       | [ 20 ]        |
| 2004 | Gaviões da Fiel       | 16.º lugar (Rebaixada) | Especial SP | Idéias e Paixões: Combustível das Revoluções                                                                                      |               |
| 2005 | Grande Rio            | 3.º lugar              | Especial RJ | Alimentar o corpo e alma faz bem!                                                                                                 | [ 21 ]        |
| 2006 | Grande Rio            | Vice-campeã            | Especial RJ | Amazonas, o Eldorado é Aqui | [ 22 ]        |
| 2006 | Império de Casa Verde | Campeã                 | Especial SP | Do Boi Místico ao Boi Real - De Garcia D´Ávila na Bahia ao Nelore - O Boi que come capim - A Saga pecuária no Brasil para o Mundo |               |
| 2007 | Grande Rio            | Vice-campeã            | Especial RJ | Caxias, o Caminho do Progresso, o Retrato do Brasil                                                                               | [ 23 ]        |
| 2008 | Grande Rio            | 3.º lugar              | Especial RJ | Do Verde de Coari, Vem Meu Gás, Sapucaí!                                                                                          | [ 24 ]        |
| 2009 | Mangueira             | 6.º lugar              | Especial RJ | A Mangueira Traz Os Brasis do Brasil Mostrando a Formação do Povo Brasileiro                                                      | [ 25 ]        |
| 2009 | Império de Casa Verde | 5.º lugar              | Especial SP | É festa, é feriado, é celebração. O tigre comemora na avenida e exalta seu pavilhão são 15 anos de paixão                         |               |
| 2010 | Tom Maior             | 12.º lugar             | Especial SP | Brasília, Do Sonho à Realidade... Uma Homenagem de São Paulo aos 50 Anos da Capital Coração do Brasil                             |               |
| 2010 | Inocentes             | Vice-campeã            | Grupo A     | Água para prover a vida | [ 26 ]        |
| 2011 | Portela               | Hors-concurs           | Especial RJ | Rio, Azul da Cor do Mar | [ 27 ]        |
| 2012 | Império de Casa Verde | 11.º lugar             | Especial SP | Na ótica do meu Império, o foco é você!                                                                                           |               |
| 2013 | Grande Rio            | 6.º lugar              | Especial RJ | Amo o Rio e vou à luta: ouro negro sem disputa                                                                                    |               |
| 2016 | Nenê                  | 9.º lugar              | Especial SP | Nenê apresenta seu musical: Rainha Raia nas asas do carnaval                                                                      |               |

## Títulos e estatísticas
| Divisão        | Divisão | Campeonato | Ano        | Vice | Ano              | Terceiro lugar | Ano        |
| -------------- | ------- | ---------- | ---------- | ---- | ---------------- | -------------- | ---------- |
| Grupo Especial | SP      | 2          | 1999, 2006 | -    | -                | -              | -          |
| Grupo Especial | RJ      | -          | -          | 3    | 1994, 2006, 2007 | 2              | 2005, 2008 |

## Premiações
- Plumas & Paetês Cultural

1. 2008 - Melhor desenhista (Grande Rio) [28]
2. 2009 - Melhor pesquisador/historiador (Mangueira) [29]
3. 2011 - Profissional do Carnaval [30]

- Tamborim de Ouro

1. 2009 - Melhor enredo ("A Mangueira Traz Os Brasis do Brasil Mostrando a Formação do Povo Brasileiro") [31]